# 旧愛知県岡崎師範学校武道場
旧愛知県岡崎師範学校武道場（きゅうあいちけんおかざきしはんがっこうぶどうじょう）は、愛知県岡崎市六供町八貫1-1の愛知教育大学附属特別支援学校敷地内にある建築物。登録有形文化財。

## 歴史

### 岡崎師範学校の設立
1872年（明治5年）に学制が公布されると、愛知県では1873年（明治6年）に名古屋市に愛知県養成学校（後の愛知第一師範学校、現・愛知教育大学教育学部）が設立された。
1899年（明治32年）には岡崎市に愛知県第二師範学校（現・愛知教育大学教育学部）が設立され、1902年（明治35年）に現在地に移転すると、1903年（明治36年）までには校舎・寄宿舎・愛知教育大学附属岡崎小学校が設置された。1923年（大正12年）には愛知県岡崎師範学校に改称している。

### 武道場の竣工
岡崎師範学校では剣道部が全国優勝するなどの実績を上げたことから、1926年（大正15年）に武道場としてこの建物が建てられた。設計は愛知県営繕課。同時期の愛知県の旧制中学校にも同様の武道場が建てられており、愛知県立半田高等学校や愛知県立西尾高等学校の武道場は現存している。
太平洋戦争末期の1945年（昭和20年）7月20日、岡崎市街地はアメリカ軍による岡崎空襲を受けて焼失し、岡崎師範学校の多くの建物も焼失している。1966年（昭和41年）に改修された。

### 保存と活用
2013年（平成25年）12月24日、登録有形文化財に登録された。登録基準は「造形の規範となっているもの」。今日には愛知教育大学附属特別支援学校の作業実習棟として用いられている。

## 建築
鉄筋コンクリート造平屋建、寄棟造、桟瓦葺。建築面積427平方メートル。敷地の北寄りにある。セセッションやアール・デコの意匠が取り入れられている。木造建築の技術と鉄筋コンクリートや鉄骨などの技術を融合させた建築物である。